# Lynn Bari

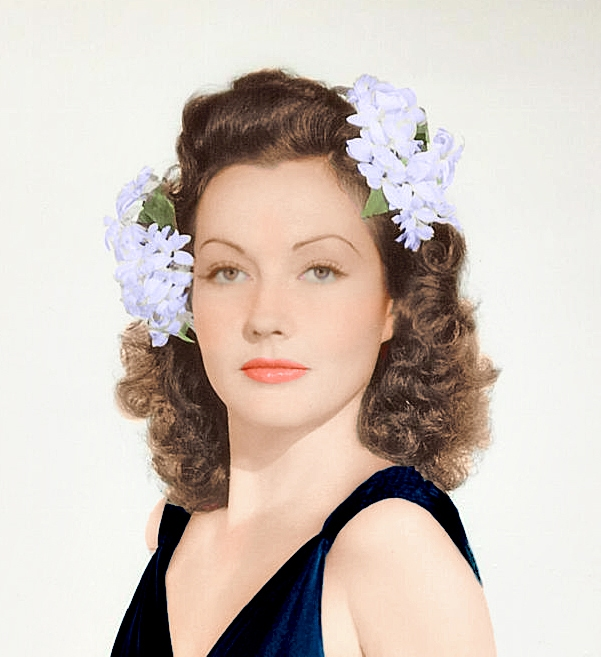
Lynn Bari.

Lynn Bari, född 18 december 1913 i Roanoke, Virginia, död 20 november 1989 i Santa Barbara, Kalifornien, var en amerikansk skådespelare och modell. På film spelade hon vanligtvis förföriska kvinnor.
Hon har två stjärnor på Hollywood Walk of Fame, en för film och en för TV.

## Filmografi, urval
- 1938 – Baronessan och hovmästaren
- 1938 – Kvinnans problem
- 1938 – Mr Moto
- 1941 – Blod och sand
- 1942 – Snabb karriär garanteras
- 1942 – Orkesterfruar
- 1943 – Hallå, Frisco!
- 1946 – Nocturne
- 1952 – Dollarflickan